# Уркейра
Уркейра (порт. Urqueira)  —  район (фрегезия) в Португалии,  входит в округ Сантарен. Является составной частью муниципалитета  Оурен. По старому административному делению входил в провинцию Бейра-Литорал. Входит в экономико-статистический  субрегион Медиу-Тежу, который входит в Алентежу. Население составляет 1910 человек на 2001 год. Занимает площадь 31,28 км².
Покровителем района считается Дева Мария (порт. Nossa Senhora das Dores). 